# Der Schuß im Tiergarten
Der Schuß im Tiergarten ist eine Erzählung des deutsch-französischen Schriftstellers Joseph Breitbach. Sie erschien am 9. Juni 1930 im Simplicissimus und gehört wie die 1929 entstandene Erzählung Education sentimentale in den Themenkreis des Romans Die Wandlung der Susanne Dasseldorf (1932), an dem der Autor ab 1921 arbeitete. Auf wenigen Seiten erzählt Ein Schuß im Tiergarten vom harten Leben und traurigen Ende eines Berliner Strichjungen.

## Inhalt
Der 18-jährige Ernst Drewer lebt elternlos eine kümmerliche Existenz im Berlin der Zeit nach dem Ersten Weltkrieg. Durch einen Arbeitsunfall, bei dem seine linke Hand zerquetscht wurde, ist er Invalide, was seinen Lebensunterhalt auf eine winzige Rente beschränkt. Sein einziges Zusatzeinkommen verdient er als Strichjunge. Sein Leben nimmt schließlich ein grausames Ende.

## Hintergrund
Die Idee zu dieser Erzählung beruht auf einer Zeitungsnotiz vom 13. Januar 1929. Mit geringfügigen Änderungen am Originaltext fügte Breitbach die Erzählung in seinen Band Rabenschlacht (1973) ein. In seinem Tagebuch schrieb Joseph Breitbach am 7. April 1958: „Also der Zuhälter, der Erpresser, die Dirne, oder der schamlose Junge, alle, die sich für einen Vorteil (dabei gibt es außerdem noch zu denken, wie weit die NOT eine Rolle spielt) wegwerfen, waren einmal oder sind einmal Menschen gewesen, die einmal bei einem Menschen nichts anderes gedacht haben, als diese Wesen zu lieben. Das ist ja das merkwürdigste an den großen Menschen (ich meine nicht berühmte), dass sie Menschen längst entlarvt haben und doch immer wieder Liebe und Vernunft aufbringen.“

## Rezension
Die Breitbach-Herausgeber Alexandra Plettenberg-Serban und Wolfgang Mettmann schrieben: „Mit wenigen Worten baut der Autor das zwingende Aufeinandertreffen zwischen der geschwächten Existenz und der herrschenden Ordnung auf und gestaltet das gewaltsame Ende eines unscheinbaren Schicksals wie die Choreographie eines unaufhaltsamen Ablaufs: erst die Faustschläge, dann die Knüppel, schliesslich der Schuss.“
Der Germanist Robert Minder hält Der Schuß im Tiergarten für das „Modell der Kurzgeschichte“ par excellence; „lesebuchmäßig meisterhaft gelungen, aber zu aufsässig für die Angepassten. Sie sitzen zwischen zwei Stühlen, mein Lieber, aber weit jenseits Ihrer Epoche“, schrieb Minder in einem Brief an den Autor 1973.

## Ausgaben
- Joseph Breitbach: Die Rabenschlacht und andere Erzählungen. S. Fischer, Frankfurt am Main 1973, ISBN 978-3-10005-402-9.
- Joseph Breitbach: Rot gegen Rot (= Mainzer Reihe. Neue Folge. Band 7). Herausgegeben von Alexandra Plettenberg-Serban und Wolfgang Mettmann [Gesamtausgabe aller Erzählungen Breitbachs].
- Wulf Kirsten, Konrad Paul (Hrsg.): Deutschsprachige Erzählungen: 1900–1945. Aufbau-Verlag, Berlin / Weimar.